# Henry Kamen
Henry Kamen (* 1936 in Rangoon) ist ein britischer Historiker. Er studierte an der University of Oxford und hat danach an der University of Warwick und verschiedenen Universitäten in Spanien und den Vereinigten Staaten gelehrt. Seit 1993 hat er eine Professur am Consejo Superior de Investigaciones Científicas in Barcelona inne. Er ist ein Mitglied der britischen Royal Historical Society.

## Publikationen
- The Iron Century: Social Change in Europe, 1550–1660. New York: Praeger Publishers (1972)
- Spain in the Later Seventeenth Century. London: Longman (1980)
- Golden Age Spain. Basingstoke: Macmillan Education (1988)
- European Society 1500–1700. New York; London: Routledge (1984)(1992) [revision of The Iron Century]
- Philip of Spain. New Haven: Yale University Press (1997)
- The Spanish Inquisition: A Historical Revision. New Haven: Yale University Press (1998)
- Early Modern European Society. (2000)
- Empire: How Spain Became a World Power, 1492–1763. New York: HarperCollins (2003)
- The Duke of Alba. New Haven: Yale University Press (2004)
- The Disinherited; Exile and the Making of Spanish Culture, 1492–1975 New York: HarperCollins (2007)
- Imagining Spain. Historical Myth and National Identity. New York: HarperCollins (2008)
- The Escorial. Art and Power in the Renaissance. Yale University Press, New Haven 2010.
- Fernando el católico. La Esfera de los Libros, S. L, Madrid 2018 (spanisch).